# Eucosia
Eucosia là một chi thực vật có hoa trong họ, Orchidaceae.